# Conductor protònic
Un conductor protònic és un electròlit al qual els principals portadors de càrrega són ions d'hidrogen (protons) mòbils.
Els conductors protònics es componen habitualment de polímers o ceràmiques perquè la mida dels seus porus és prou petita perquè els grans ions negatius restin tancats dintre de la matriu sòlida, i només els ions més petits (ions positius d'hidrogen, protons) poden participar en un corrent elèctric continu.
Els conductors protònics són habitualment materials sòlids. Aquest tipus de material en forma d'una prima membrana d'intercanvi protònic forma part essencial de la pila de combustible de membrana d'intercanvi protònic.
L'aigua en forma de gel és un exemple de conductor protònic comú, malgrat que en sigui un de molt pobre.